# Ottoberg (Waltersdorf)
Der Ottoberg (520,7 m NN) ist ein Berg am Fuße des Zittauer Gebirges. Er befindet sich im Großschönauer Ortsteil Waltersdorf, nordwestlich der Ortslage Neu Sorge.
Sein Name leitet sich vom einstigen Waltersdorfer Gutsbesitzer Hans Otto ab. Auch treten die Bezeichnungen Ottsberg oder Rengers Kuppe auf.

## Lage
Der Ottoberg erhebt sich aus einem SSW–NNE gerichteten, weitgehend von Wiesenland bestandenen Geländerücken am Nordfuß des Zittauer Gebirges. Seine Schartenhöhe liegt jedoch bei unter einem Meter, weshalb der Gipfel morphologisch kaum hervortritt. Nordwestlich und nördlich des Ottoberges fließt der Pfarrbach. Im Süden und Osten wird der Ottoberg vom Kohlflüßchen umflossen. Beide Fließgewässer münden in den Waltersdorfer Dorfbach, dessen Tal sich nordöstlich des genannten Geländerückens erstreckt. Etwa 350 m nördlich des Ottoberges befindet sich die Sängerhöhe.

## Beschreibung
100 m östlich des unbewaldeten Gipfels befindet sich ein auflässiger Steinbruch (siehe unten), der historischen Karten zufolge zwischen 1895 und 1905 angelegt wurde. Am Osthang ist eine Feldulme als Naturdenkmal ausgewiesen. Am Südhang existierte ein 1984 errichteter Schlepplift. Dem Ottoberg ist entlang des Eisgassenweges ca. 125 m südwestlich des Gipfels eine Station des Lehrpfades Lebensräume im Naturpark „Zittauer Gebirge“ gewidmet.

## Geologie
Beim Ottoberg handelt es sich um den Rest (mindestens) eines tertiären Vulkans. Ende des 19. Jahrhunderts wurden grobkörnige, basaltische Tuffe kartiert, welche bis zur Sängerhöhe reichen sollen. Bei dem Gestein im vorgenannten Steinbruch handelt es sich um Phonotephrit, der hier im Kontakt zu den Tuffen ansteht und auf ein Alter von ca. 30 Mio. Jahren datiert wurde. Aus dem unmittelbaren Umfeld sind weitere Vulkanite bekannt (Basanit, Phonotephrit, Phonolith), Aufschlüsse fehlen allerdings.
Die tertiären Vulkangesteine des Ottoberges werden im Westen und Norden von neoproterozoisch-unterkambrischem Seidenberger Granodiorit (ca. 540 Mio. Jahre), im Osten von kambro–ordovizischem Rumburger Granit (ca. 490 Mio. Jahre) und im Süden von oberkreidezeitlichem Sandstein (ca. 90 Mio. Jahre) umgeben.
Die Tuffe des Ottoberges breiten sich mutmaßlich zu beiden Seiten der Lausitzer Überschiebung aus, die unmittelbar südlich des Gipfels verläuft. Demnach wurde lange Zeit angenommen, dass die jüngsten tektonischen Bewegungen an der Lausitzer Überschiebung im Unteroligozän – zur Hauptphase des tertiären Vulkanismus in der Oberlausitz – abgeschlossen waren. Die Ausbreitung der Tuffe südlich der Verwerfung scheint jedoch nur kleinräumig, Aufschlüsse fehlen und moderne Kartierungen wurden bisher nicht vorgenommen. Es ist daher fraglich, ob die Tuffe die Lausitzer Überschiebung tatsächlich verdecken und für eine Altersbestimmung dieser geologischen Störung dienen, zumal deren jungtertiäre sowie quartäre Aktivität mit beachtlichen vertikalen Bewegungen nachgewiesen ist.